# アーネスト・ジョセフ・ルメール
アーネスト・ジョセフ・ルメール (Ernest Joseph Lemaire、1874年 - 1945年)は、カナダの官僚である。ルメールは長きにわたってカナダ官僚中の筆頭である枢密院書記官長を務めた。
ルメールは1874年にオンタリオ州シェルブルック（イースタン・タウンシップ）に生まれた。その後、シェルブルックのセント・チャールズ・カレッジで学び、1894年から枢密院事務局で官僚としての一歩を踏み出した。
1904年から12年まではウィルフリッド・ローリエ首相の私設秘書を務め、1907年の植民地会議や1911年の帝国会議ではローリエに随行した。
ローリエが政権を去ってからは、郵政省に異動し、1912年には切手局長、1921には施設供給局長になった。1923年8月から40年1月までは古巣の枢密院で書記官長を務めた。
1934年6月、枢密院書記官長としての功績によって聖マイケル・聖ジョージ勲章を受章した。
1945年に他界。